# Saint-Gervasy
Saint-Gervasy es una comuna francesa situada en el departamento de Gard, en la región de Occitania.

## Demografía
| 379 | 495 | 571 | 791 | 1242 | 1476 | 1999 |
| Para los censos de 1962 a 1999 la población legal corresponde a la población sin duplicidades (Fuente: INSEE [Consultar]) |     |     |     |      |      |      |